# Luminescence
Ne doit pas être confondu avec fluorescence ou phosphorescence.

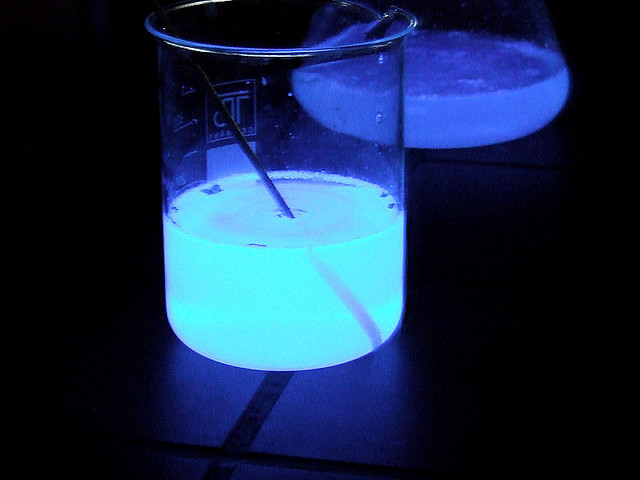
Chimiluminescence du luminol.

La luminescence est une émission de lumière dite « froide » par opposition à l'incandescence qui est dite « chaude ». La lumière émise par luminescence résulte d'interactions entre particules électriquement chargées. Dans les cas les plus fréquents, ce sont des transitions électroniques ayant lieu dans des atomes, des molécules ou des cristaux qui provoquent l'émission de photons. L'énergie libérée sous forme de lumière lors de la transition peut être initialement fournie sous forme électrique, chimique, biochimique, électronique, ultrasonique, mécanique ou lumineuse. On distingue différents types de luminescence selon le mode d’excitation initial.

## Histoire
Le terme luminescence fut inventé par le physicien allemand Eilhard Wiedemann (fils de G.H. Wiedemann) en 1888, à partir du mot latin lumen, signifiant lumière. Si le phénomène est connu depuis l'Antiquité et à travers différentes civilisations, il faudra attendre les travaux de John Herschel, Edmond Becquerel et George Gabriel Stokes au milieu du XIXe siècle pour tenter de répondre sur l'origine du phénomène de manière scientifique. Il faudra ensuite attendre les années 1920-30, pour distinguer de façon concrète la fluorescence de la phosphorescence grâce aux travaux des physiciens Jean et Francis Perrin et l'introduction du diagramme de Jabłoński par le physicien polonais Alexandre Jabłoński.

## Types
Selon le mode d'excitation, il existe plusieurs types de luminescence :
- l'électroluminescence (excitation électrique - champ électrique), utilisée dans les diodes électroluminescentes (DEL), composants utilisés par exemple pour rétro-éclairer les téléviseurs à écran LED ;
- la cathodoluminescence (excitation par collision électronique), on provoque la collision en accélérant des électrons grâce à des champs électriques, par exemple dans les tubes cathodiques ;
- la photoluminescence (excitation par absorption de photons), par exemple dans les tubes luminescents, les colorants fluorescents, les azurants optiques ;
  - la fluorescence, photoluminescence rapide (de 10–9 à 10-6 secondes pour la majorité des molécules organiques) ;
  - la phosphorescence, photoluminescence lente (de 10-3 à 10 secondes pour la majorité des molécules organiques[3]) ;
- la chimiluminescence (excitation à la suite d'une réaction chimique), utilisée par exemple dans les bâtons lumineux ou se produisant au niveau de la flamme bleue de diffusion ou de prémélange (méthane ou butane de brûleur d'une gazinière, d'un briquet).
  - la bioluminescence, (réaction enzymatique), utilisée par les lucioles ;
- la cristalloluminescence (excitation à la suite d'une modification structurale cristalline), peut avoir lieu lors de la cristallisation d'une solution ou de la dissolution de certains cristaux ;
- la thermoluminescence et la cryoluminescence, par exemple dans la datation archéologique d'objets ;
- la mécaluminescence (en) :
  - la piézoluminescence (excitation créée par la pression sur certains solides);
  - la triboluminescence (excitation à la suite de la rupture de liaisons chimiques dans un solide), par exemple dans le sucre broyé ou écrasé ;
  - la sonoluminescence (excitation par absorption de phonons), par exemple chez les crevettes-pistolets ;
- la radioluminescence (excitation à la suite d'une irradiation par RX ou rayonnement α, β, γ), par exemple dans les écrans de radiographie X, etc.